# のだまみ
のだ まみ（10月1日 - ）は、日本の女性声優、ナレーター、タレント。
フリー。熊本県熊本市出身。血液型はA型。
旧芸名は野田 麻未（のだ まみ）、野田 麻由美（のだ まゆみ）。

## 経歴・人物
代々木アニメーション学院、81演技研究所卒業。
81プロデュースジュニア所属後、EARLY WINGに所属し2011年3月に退社。
2013年10月にteam the pieceに所属をするが業務縮小にあたり、2014年7月よりm&iに移籍し、2015年3月31日に退社。
浅倉杏美、喜多村英梨、山本彩乃との交流が深い。
声優を目指したきっかけは小学校3年生の頃アンパンマンを見ていて、それまで漠然とキャラクターが喋っていると思っていたところ、母親から声優が声をあてている事を教えられて衝撃を受けたから。
漫画好きで青年漫画、少年漫画、少女漫画、エッセイ漫画などジャンルを問わず読み漁っている。
高校生の頃、実家の熊本で正月に巫女奉仕をしていた経験がある。
食べる事が大好きな食いしん坊キャラ。白米3合をふりかけのみで食べたり、大根1本丸々使った具沢山の鍋を一人で完食した事があるらしい。
運動音痴に見られるらしいが、意外と運動神経は良いらしい。
2014年、黒髪ロングだった髪を染め、バッサリとショートにした。
2014年2月、『エクスメイデン』のクロワ役で初めて役名付きでアニメ出演を果たす。
顔出し系の活動もしている声優では珍しいタイプである。

## 出演作品

### Webアニメ
- エクスメイデン（2014年、クロワ[4]）

### 吹き替え
- ジュラシック・シティ（シンディ）
- 弾丸刑事〜怒りの奪還〜（ブルック）

### ドラマCD
- ロザリオとバンパイア
- 魔界戦記ディスガイア4
- バブンチョフ〜おでと月のおさとう〜（野田マミ）
- バブンチョフ〜おでと素敵な雪だるま〜（野田マミ）

### ゲーム
2011年
- 魔界戦記ディスガイア4

2016年
- ワールドクロスサーガ（リリス[5]）

### TCG
- ヒーローズプレイスメント EPISODE:I 超日本始動編（加藤炎、浜松やまは、鹿沼さつき[6]）
- ヒーローズプレイスメント EPISODE:II 網走帝国の逆襲（雪華、松島美月、佐倉香八実[7]）
- ヒーローズプレイスメント EPISODE:III めぐりあい九州（不知火うき、弓ケ浜女鬼、萩高麿[8]）

### ラジオ
- GOM GOM Smile（FM長崎）
- ポポポポポポップ〜!!!（名古屋MID-FM、SimulRadio）
- アニメ探偵団3（高知放送）

### ナレーション
- BMG JAPAN チャリティーコンサート内上映ビデオ
- 「THE BACK HORN」特番（NHK-BS）
- メリルビィ ショッピング（インターネットテレビ）
- Tokyo マヨカラ!（テレビ東京）
- OZONEイベント内『ちいさなお施主さん「SHUGO'S ROOM〜ボクの好きな場所〜」』

TVCM
- ドワンゴ 携帯サイト「超アニメロ」奥井雅美 編
  - 携帯サイト「いろメロミックスDX」田中ロウマ編
  - 携帯サイト「いろメロミックス」ヤドカリ編
  - 携帯サイト「いろメロミックス」PANG編
- TCG「 ヒーローズプレイスメント  EPISODE：II 網走帝国の逆襲」

ラジオCM
- H&I 携帯サイト「コスピィ」
  - 携帯サイト「コスピィ」プレゼンツイベント「天使覚醒」
- ドワンゴ 携帯サイト「アニメロミックス」
  - 携帯サイト「超アニメロ」
  - 携帯サイト「アニメロ★うた」
  - 「ドワンゴクリエイティブスクール」
- チジンユー企業CM
- スマホゲーム「GARM STRUGGLE〜狂鎖の番犬〜」（久々利陽菜）

### テレビ
- やんパパ（TBS系ドラマ）
- made in☆秋葉原（メインパーソナリティ / CSサイエンスチャンネル）
- @Tunes.（@Girls / テレビ神奈川）
- @Tunes. 特別番組『ペンギン娘 はぁと公開収録版+α』（司会アシスタント / テレビ神奈川）
- NEWS BIRD（TBS）
- Tokyo マヨカラ!（テレビ東京）

### 映画（実写）
- YOSHIMOTO DIRECTOR’S 100「聖島の森のゴアコピュリア」

### イベント
- 音楽少女 NEWアルバム記念イベント（司会）
- 音楽少女DJパーティー サポーター交流会（司会）
- ニコニコ超会議2015 エクスメイデンSPステージ（司会）
- ニコニコ超会議2015 ガルム・ストラグルSPステージ（司会）

### 舞台
- 進戯団夢命クラシックス#10 〜Project 傀儡〜「ku-gu-tu」（2010年12月22日-26日、新宿シアターモリエール）
- 進戯団夢命クラシックス#11「Lullaby」（2011年11月9日-13日、新宿SPACE107）

### その他
- 「多重露光マスターガイド」被写体モデル
- 「東京Walker」モデル出演
- 「声優になりたい」写真出演（著者：渡部猛）
- キャラクターボイス集「はぴねす・ラブ」（佳子）
- ニコニコ動画「ニコ割」ボイス
- 「ニコニコ市場」ボイス
- 公開ラジオ収録イベント「稲村優奈と木谷高明のサタデーナイトメインイベント」
- ドワンゴ携帯サイト内 発信メロディボイス、着メロ（その他ドワンゴ関連コンテンツ各種ボイス提供）
- 文化放送 超!A&G+『喜多村英梨の超ラジ!』ゲスト出演
- ラジオ関西『はみだせ!メガミマガジンRadio!!』コーナー出演
- ニコニコ動画週刊SPA！公式チャンネル『SPA！生ちゃんねる』ゲスト出演
- 文化放送 超!A&G+『アンテナ＋ in 東京国際アニメ祭2010』ゲスト出演
- 響-HiBiKi Radio Station-『喜多村英梨のROYAL×RADIO』ゲスト出演